# Phelp River
Phelp River är ett vattendrag i Australien. Det ligger i territoriet Northern Territory, omkring 540 kilometer sydost om territoriets huvudstad Darwin.
Trakten runt Phelp River består huvudsakligen av våtmarker. Trakten runt Phelp River är nära nog obefolkad, med mindre än två invånare per kvadratkilometer. Genomsnittlig årsnederbörd är 1 049 millimeter. Den regnigaste månaden är mars, med i genomsnitt 313 mm nederbörd, och den torraste är augusti, med 1 mm nederbörd.